# Samuel Costa
Samuel Costa (Bolzano, 30 novembre 1992) è un ex combinatista nordico italiano.

## Biografia
Originario di Selva di Val Gardena, ha iniziato la sua carriera agonistica gareggiando nel salto con gli sci, partecipando a competizioni minori (Alpen Cup). Passato alla combinata nordica nel 2008, ha esordito in Coppa del Mondo il 3 dicembre 2012 in Val di Fiemme (41°) e ha ottenuto il primo podio il 14 dicembre 2013 a Ramsau am Dachstein (3°).
In carriera ha partecipato a due edizioni dei Giochi olimpici invernali, Soči 2014 (30º nel trampolino normale, 8º nella gara a squadre) e Pechino 2022 (38º nel trampolino lungo, 9º nella gara a squadre), e a sette dei Campionati mondiali (4º nella gara a squadre dal trampolino normale a Falun 2015 e nella gara a squadre mista a Planica 2023 i migliori piazzamenti).

## Palmarès

### Mondiali juniores
- 1 medaglia:
  - 1 argento (gara a squadre a Erzurum 2012)

### Coppa del Mondo
- Miglior piazzamento in classifica generale: 14º nel 2017
- 4 podi (2 individuali, 2 a squadre):
  - 4 terzi posti

### Campionati italiani
- 1 medaglia[1]:
  - 1 oro (individuale nel 2012)